# آلبر لوین
آلبر لوین (انگلیسی: Albert Lewin؛ ۲۳ سپتامبر ۱۸۹۴ – ۹ مهٔ ۱۹۶۸) یک کارگردان، و تهیه‌کننده اهل ایالات متحده آمریکا بود. وی بین سال‌های ۱۹۲۳ تا ۱۹۶۸ میلادی فعالیت می‌کرد.